# Hieracium andurense
Hieracium andurense es una especie de planta con flor del género Hieracium, de la familia Asteraceae, orden Asterales.

## Distribución
Hieracium andurense se distribuye por Francia, Andorra y España.

## Taxonomía
Fue descrita científicamente por Arv.-Touv. Fue publicada en Bull. Herb. Boissier 5: 720 (1897).